# 大浦政信
大浦 政信（おおうら まさのぶ）は、戦国時代の武将。大浦光信の子または孫。

## 略歴
天文10年（1541年）、三味線河原の戦いで和徳城を攻め城主・小山内満春を討ち取るも、満春の子・永春が加勢し盛り返されて、大浦方は敗れて政信は家臣・森岡為治と共に討ち取られた。 
なお津軽家の公称系図では、政信が摂関家近衛尚通と大浦光信の長女・阿久の間にできた子とし、以来本姓が源氏（清和源氏）から藤原氏に変わったとされる。